# Насадження бука
Насадження бука — ботанічна пам'ятка природи місцевого значення. Об'єкт розташований на території Черкаського району Черкаської області, квартал 45 виділ 8, квартал 16 виділ 1 Будянського лісництва.
Площа — 0,1 га, статус отриманий у 1972 році.